# Cummins, Australien
Cummins är en ort i Australien. Den ligger i kommunen Lower Eyre Peninsula och delstaten South Australia, omkring 270 kilometer väster om delstatshuvudstaden Adelaide. Antalet invånare är 1 138.
Trakten runt Cummins är nära nog obefolkad, med mindre än två invånare per kvadratkilometer.. Det finns inga andra samhällen i närheten.
Trakten runt Cummins består till största delen av jordbruksmark. Genomsnittlig årsnederbörd är 516 millimeter. Den regnigaste månaden är juni, med i genomsnitt 123 mm nederbörd, och den torraste är januari, med 14 mm nederbörd.